# Dariusz Kondrat
Dariusz Kondrat (ur. 14 stycznia 1960 w Olsztynie, zm. 12 września 2005) – polski pięcioboista nowoczesny, medalista mistrzostw Polski, reprezentant Polski
Był zawodnikiem Kormorana Olsztyn, w którym uprawiał pływanie, a następnie Legii Warszawa (1984-1993). W 1982 wywalczył brązowy medal mistrzostw Polski. Reprezentował Polskę na mistrzostwach świata, zajmując 50. miejsce indywidualnie i 10. miejsce drużynowo w 1982 oraz 28. miejsce indywidualnie i 6. miejsce drużynowo w 1983.